# 天囷增六
鯨魚座64，又名BD+07 347，HD 13421、SAO 110390、HR 635，是鯨魚座的一颗恒星，视星等为5.63，位于銀經154.2，銀緯-49.39，其B1900.0坐标为赤經2h 6m 4.2s，赤緯+8° -49.39′ 6″。